# Јуниополис (Охајо)
Јуниополис (енгл. Uniopolis) град је у америчкој савезној држави Охајо.

## Демографија
По попису из 2010. године број становника је 222, што је 34 (-13,3%) становника мање него 2000. године.
| Група             | 2000.       | 2010.        |
| Белци             | 251 (98,0%) | 222 (100,0%) |
| Афроамериканци    | 1 (0,4%)    | 0 (0,0%)     |
| Азијати           | 0 (0,0%)    | 0 (0,0%)     |
| Хиспаноамериканци | 3 (1,2%)    | 0 (0,0%)     |
| Укупно            | 256         | 222          |